# Bram Appel
Abraham Leonardus (Bram) Appel (Rotterdam, 30 november 1921 – Geleen, 31 oktober 1997) was een Nederlands voetballer en voetbaltrainer.

## Levensloop
Appel werd op 30 november 1921 geboren in Rotterdam, maar groeide op in Den Haag en Wassenaar. Hij speelde in Nederland onder anderen voor Fortuna '54, Blauw Zwart en ADO. In 1942 werd Appel in Nazi-Duitsland tewerkgesteld. De fabriek in Berlijn waar hij werkte werd een jaar later gebombardeerd en Appel ontsnapte ternauwernood aan de dood.
Tijdens de oorlog al kwam hij uit voor Hertha BSC. Ook speelde hij voor een officieus Nederlands elftal, bestaande uit Nederlandse dwangarbeiders. Tot woede van de Duitse autoriteiten weigerde hij voor aanvang van een wedstrijd de Hitlergroet te brengen. Naar verluidt woonde hij in Berlijn een tijdlang naast Heinrich Himmler.

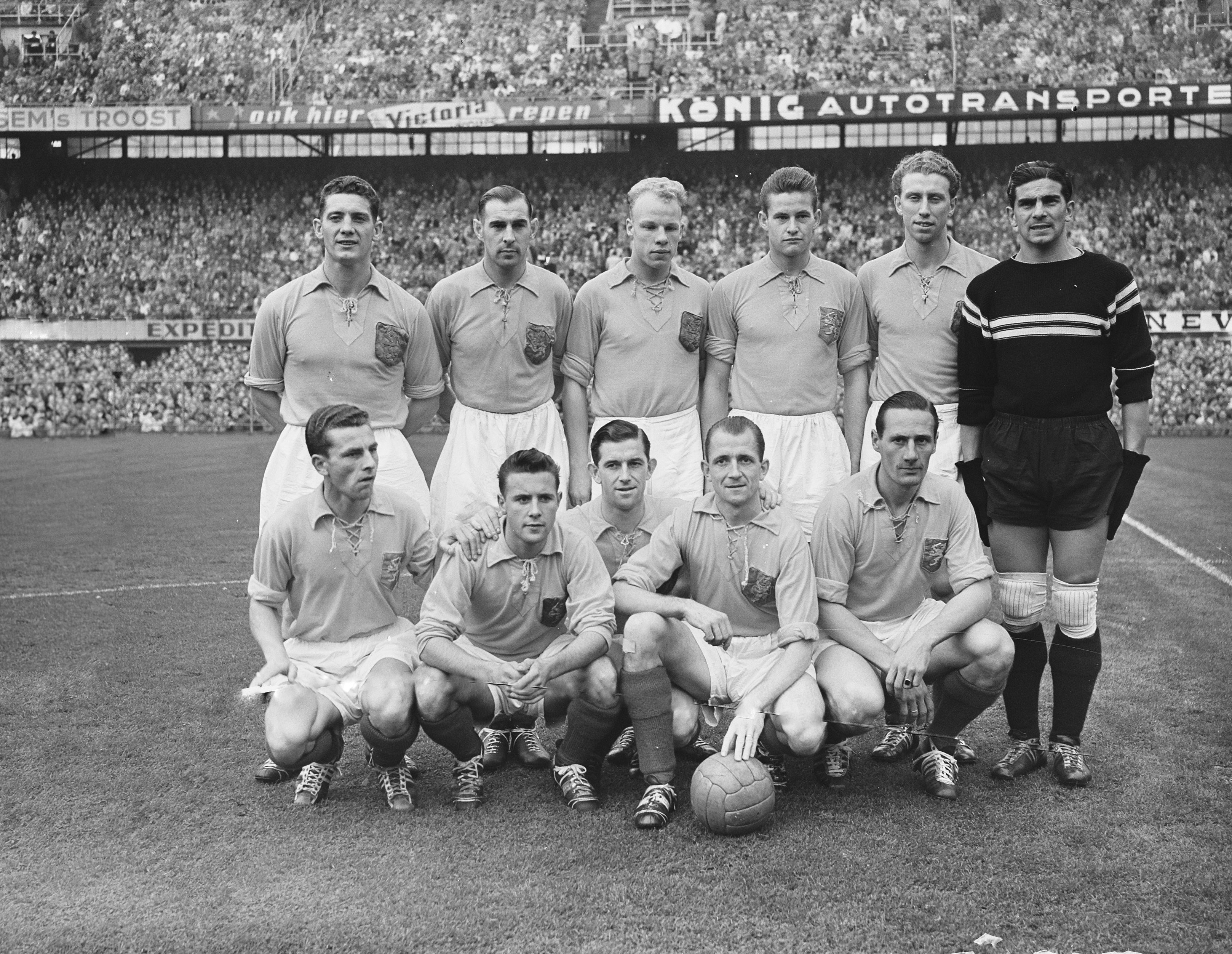
Appel (gehurkt rechts) in het Nederlands elftal (1955)

Na de bevrijding werd Appel door de KNVB, die onder leiding stond van Karel Lotsy, geschorst, omdat hij tijdens de oorlog, nota bene als dwangarbeider, voor een Duitse club gespeeld had. Door zijn conflict met Lotsy speelde hij 'slechts' twaalf interlands. In 1948 nam hij als lid van het Nederlands elftal deel aan de Olympische Spelen in Londen waar het in de eerste ronde met 4–3 door Groot-Brittannië werd uitgeschakeld.
In 1949 vertrok hij naar Frankrijk en werd bij Stade de Reims, waar hij onder anderen samenspeelde met Raymond Kopa en Roger Marche, een uiterst belangrijke profvoetballer: in 1950 de eerste Nederlander in de finale en winnaar van de Coupe de France, in 1953 kampioen van de Division 1 en in datzelfde jaar winnaar van de Copa Latina (een voorloper van de Europacup I). Voor de club uit de Champagne maakte deze uitstekende goalgetter in 154 Division 1-wedstrijden in totaal 96 doelpunten.
Samen met Theo Timmermans nam hij in 1953 het initiatief voor de watersnoodwedstrijd, die de opmaat was voor de komst van betaald voetbal in Nederland. Appel speelde nog als prof voor Fortuna '54, waarmee hij op 16 juni 1957 de KNVB beker won door Feijenoord in het eigen stadion met 4-2 te verslaan. Appel scoorde driemaal.
In het seizoen 1957/58 was hij trainer-speler bij Fortuna'54. De KNVB was geen voorstander van deze combinatie. Na een jaar ging hij alleen als veldspeler door. Vanaf 1960 werkte hij als trainer. In het seizoen 1960/61 won hij met Volendam de Eerste divisie. Met PSV won hij in het seizoen 1962/63 als trainer de eerste Eredivisie-titel in de geschiedenis van de club. Hij was tot en met het seizoen 1966/67 trainer van PSV.
In 1970 verliet hij de voetbalwereld en werd handelaar in onroerend goed. De laatste jaren leidde Appel een teruggetrokken bestaan in Geleen. Hij overleed op 75-jarige leeftijd.
De KNVB verleende in 2023 postuum eerherstel aan Appel. Biografen Martijn Schwillens en Bob Thomassen hadden daarop aangedrongen. KNVB-voorzitter Just Spee benadrukte de belangrijke rol die Bram Appel in de Nederlandse voetbalgeschiedenis heeft gespeeld.

## Erelijst
Als speler
 Stade de Reims
- Coupe de France: 1949/50
- Division 1: 1952/53
- Copa Latina: 1953

 Fortuna '54
- KNVB beker: 1956/57

Als trainer
 FC Volendam
- Eerste divisie: 1960/61

 PSV
- Eredivisie: 1962/63